# Aulacomerus olemus
Aulacomerus olemus – gatunek błonkówki z rodziny Pergidae.

## Taksonomia
Gatunek ten został opisany w 1990 przez Davida Smitha. Jako miejsce typowe podano brazylijskie miasto Belém. Holotypem była samica.

## Zasięg występowania
Ameryka Południowa. Znany z płn. Brazylii, ze stanów Amazonas oraz Pará.